# Monaster Zmartwychwstania Pańskiego w Goricach
Monaster Zmartwychwstania Pańskiego – prawosławny żeński klasztor w Goricach, w obwodzie wołogodzkim, nad Szeksną, w jurysdykcji eparchii wołogodzkiej Rosyjskiego Kościoła Prawosławnego.

## Historia

### Pierwsze wieki

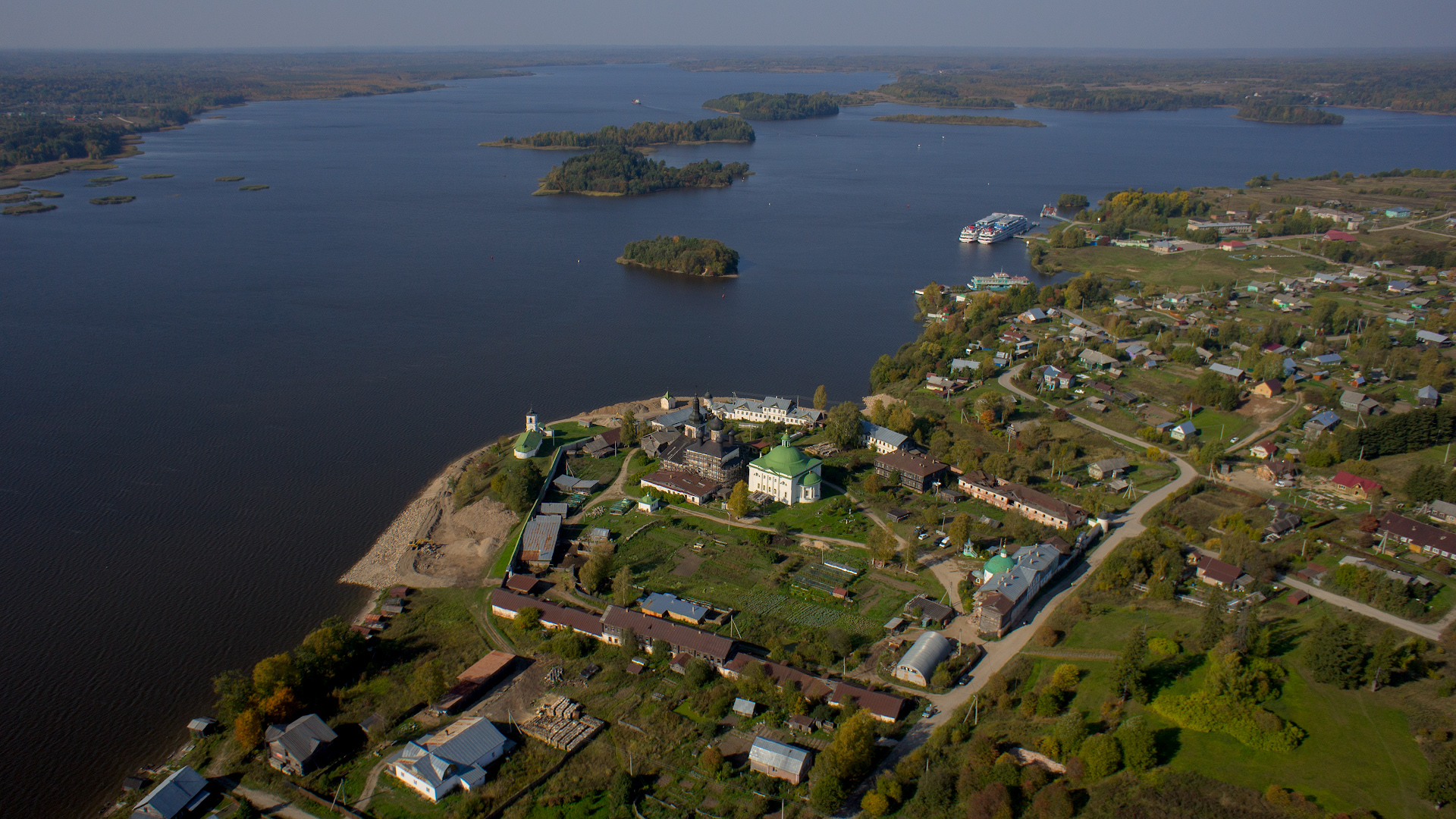
Widok monasteru z lotu ptaka

Monaster został utworzony najwcześniej między końcem XIV w. a piątą dekadą XV w. Pierwsza pisemna wzmianka o klasztorze znajduje się w gramocie księcia wieriejsko-biełozierskiego Michaiła Andriejewicza skierowanej do Tryfona, ihumena monasteru św. Cyryla Biełozierskiego, w której książę nadawał temu klasztorowi wyłączne prawo połowów ryb na terenach między monasterem św. Nikity i monasterem w Goricach. W XVI w. wspólnotę w Goricach tworzyły mniszki żyjące w osobnych celach, spotykających się jedynie podczas nabożeństw. W 1565 przebywało w nim 71 mniszek, kapłan i diakon, w 1623 – 36 mniszek, w połowie tego samego stulecia – 69 mniszek i posłusznic, w 1710 – 24 mniszki, 37 sióstr riasofornych i 18 posłusznic. Od II poł. XVI w. monaster stał się jednym z miejsc zesłania i przymusowego odosobnienia kobiet, których mężowie popadli w carską niełaskę. W 1568 do monasteru zesłano Eufrozynę (po przymusowych postrzyżynach mniszych – Eudokię), małżonkę księcia starickiego Andrzeja. Trafiły do niego również dwie byłe żony Iwana Groźnego – Anna Kołtowska (w 1586 wymieniona jako przełożona wspólnoty) i Maria Nagoj, druga żona carewicza Iwana Iwanowicza Teodozja Sołowa oraz córka Borysa Godunowa Ksenia (mniszka Olga). W 1601 w klasztorze przebywała księżna Marfa Czerkasska z małoletnim bratankiem Michaiłem Romanowem, późniejszym carem. Zabudowania monasteru Zmartwychwstania Pańskiego były początkowo drewniane. W 1544 w kompleksie klasztornym wzniesiony został pierwszy murowany sobór pod tym samym wezwaniem, co cały monaster. Następnie dostawiono do niego cerkiew Smoleńskiej Ikony Matki Bożej, przebudowaną w latach 40. tego samego stulecia, zaś na początku XIX w. przekształconą w boczny ołtarz soboru.

### XVIII–XX w.
W 1764, podczas sekularyzacji majątku cerkiewnego i przejęcia przez państwo utrzymania monasterów, klasztor w Goricach zaliczono do wspólnot III klasy. W 1799 został przeniesiony z eparchii wołogodzkiej do nowogrodzkiej, zaś w 1812 wprowadzono w nim cenobityczną regułę. W końcu XVIII w. monaster podupadł, do jego odnowy doszło za sprawą starań ihumeni Maurycji (Chodniewej), kierującej klasztorem od 1810 do 1855, i jej bliskiej pomocnicy mniszki Teofanii (Gotowcowej). Ta ostatnia w 1845 opuściła Goricy na czele grupy ok. 20 sióstr, by założyć nowy klasztor w Petersburgu.
W okresie kierowania monasterem przez ihumenię Maurycję w kompleksie monasterskim wzniesiono klasycystyczny sobór Trójcy Świętej, oddany do użytku w 1821. Dziesięć lat później mniszka Marta (Chowańska) ufundowała cerkiew domową Opieki Matki Bożej przy klasztornym szpitalu.
W połowie XIX w. w klasztorze żyło 59 mniszek (w tym cztery schimniszki), 52 posłusznice riasoforne i 4 posłusznice, zaś na początku wieku XX – 108 mniszek i 213 posłusznic. Niektóre kobiety rozpoczynające życie mnisze w Goricach zostały następnie przełożonymi innych monasterów. Na początku XX wieku monaster był jedną z żeńskich wspólnot, które wspierał finansowo Jan Kronsztadzki.

### Po rewolucji październikowej

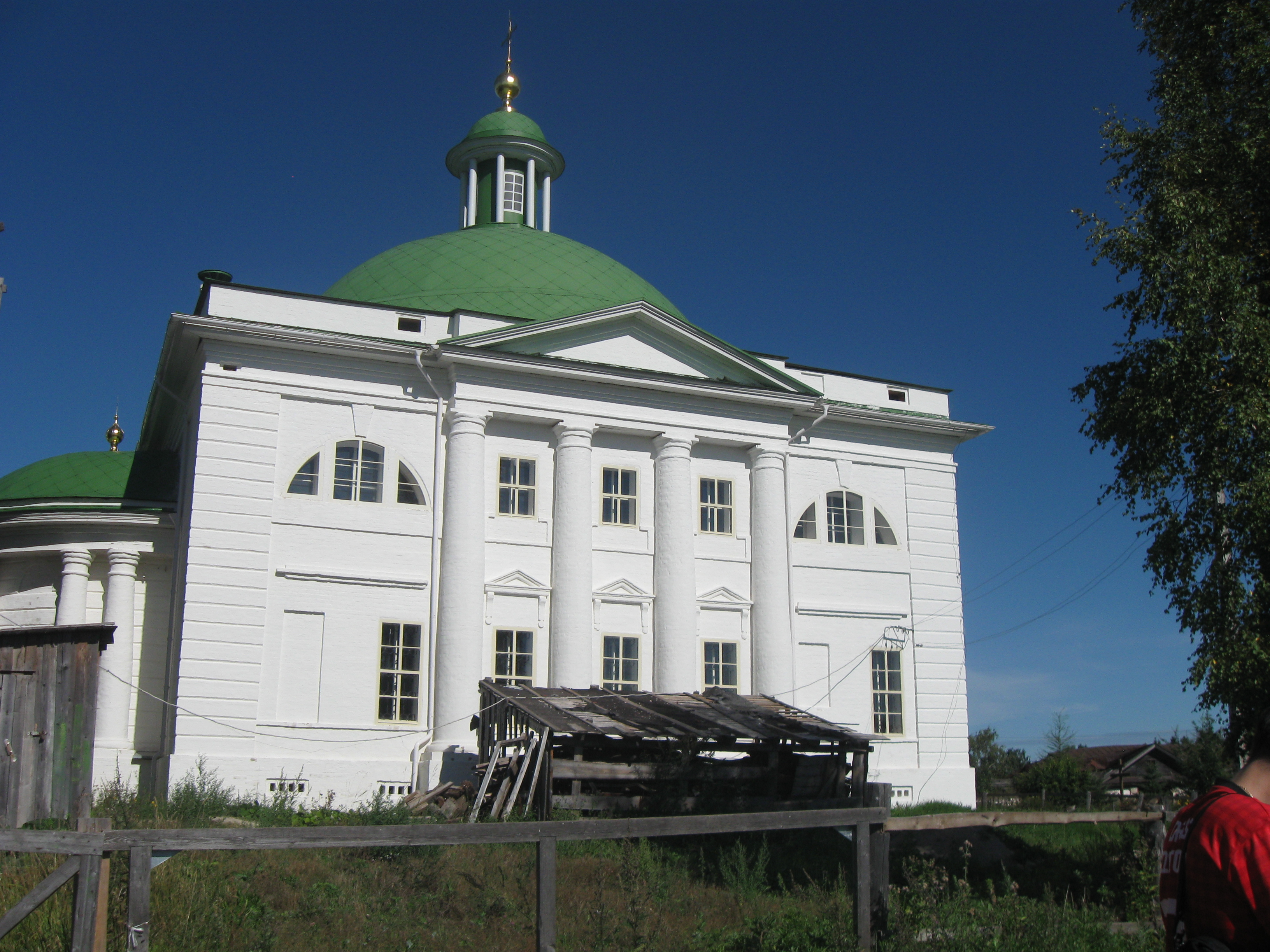
Sobór Trójcy Świętej w kompleksie klasztornym (od 1918 nieużytkowany liturgicznie)

Po 1918 klasztor został przekształcony w rolniczą komunę pracy, w której przebywało 350 osób. Według wspomnień mieszkańców okolicy podczas wojny domowej w Rosji w Jeziorze Białym utopiono ok. 50 starszych mniszek z klasztoru. W 1929 zabudowania monasterskie władze przekazały kołchozowi „Kołos”, muzeum i szkołę dla młodzieży wiejskiej. Niektóre mniszki pozostały w kołchozie jako zwykłe robotnice lub zamieszkiwały w sąsiednich wsiach; w latach 30. XX wieku zostały poddane represjom. Ostatnia ihumenia monasteru, Zozyma (Rybakowa), w 1921 została aresztowana i oskarżona o ukrywanie majątku klasztornego w czasie jego zamykania. Po zwolnieniu Zozyma żyła razem z kilkoma siostrami w Biełoziorsku, tam w 1937 została aresztowana, skazana na śmierć i rozstrzelana. Około stu mniszek z Goric zostało rozstrzelanych w czasie wielkiego terroru w Lewaszowie.
W czasie II wojny światowej na terenie monasteru znajdował się dom inwalidów z klubem w budynku dawnego soboru Trójcy Świętej. Od lat 70. kompleksem budynków administrowało muzeum, które zajmowało również położony w niedalekiej odległości monaster św. Cyryla Biełozierskiego.

### Restytucja

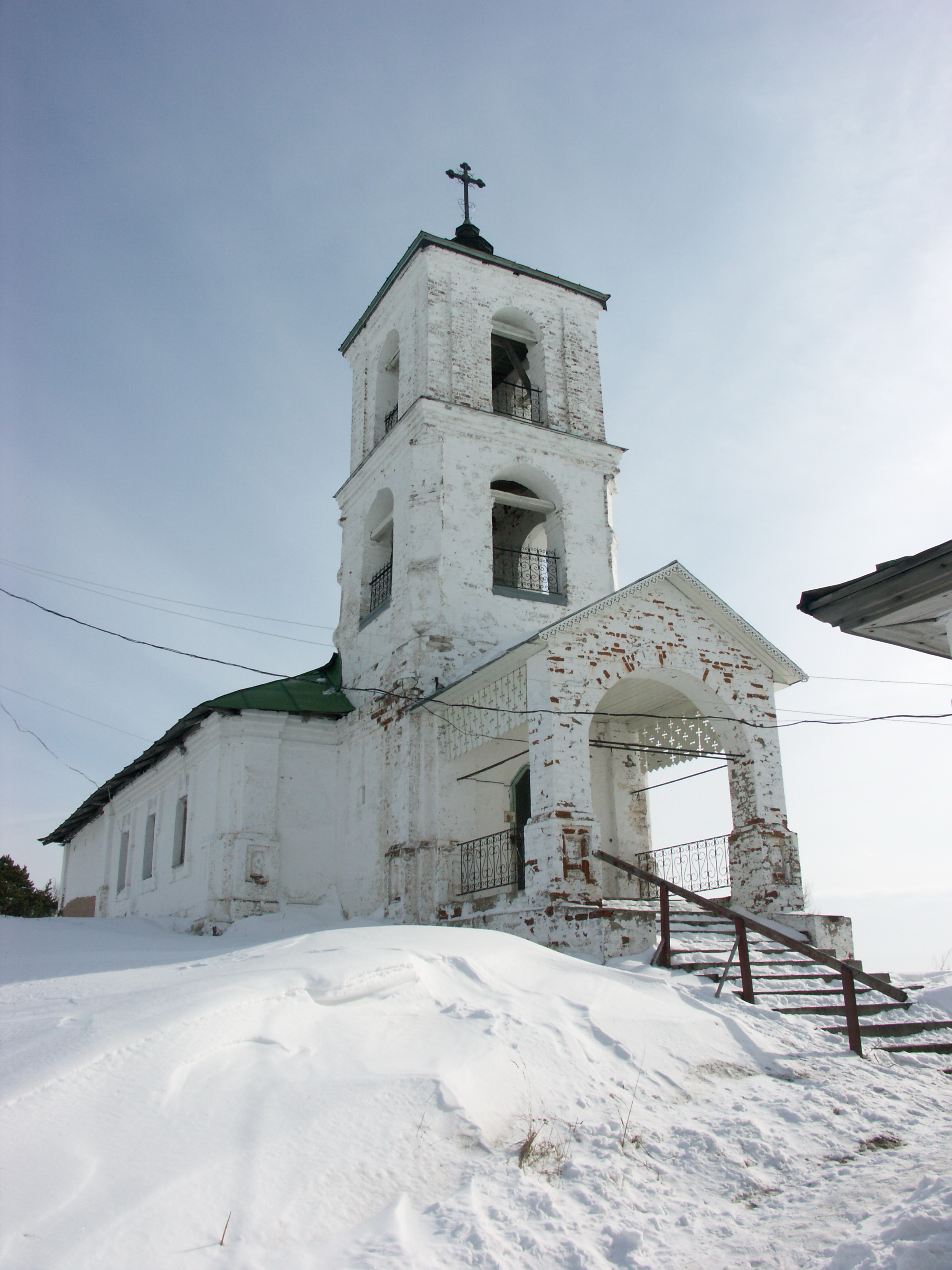
Cerkiew Wprowadzenia Matki Bożej do Świątyni

W 1990 Rosyjski Kościół Prawosławny odzyskał XVII-wieczną cerkiew Wprowadzenia Matki Bożej do Świątyni, położoną poza obrębem murów klasztornych, przy której erygowana została parafia. W 1994 odbyła się w niej pierwsza od 1918 Święta Liturgia. W 1999 monaster Zmartwychwstania Pańskiego został restytuowany, a jego pierwszą przełożoną została mniszka Eufalia (Lebiediewa). Mniszki modliły się w cerkwi Wprowadzenia Matki Bożej do Świątyni, a od 2003 także w cerkwi Opieki Matki Bożej urządzonej w budynku monasterskim. Dwa sobory monasterskie pozostają własnością muzeum i nie są użytkowane liturgicznie.